# 韦文县
韦文县，一译威荣县、列文县，是柬埔寨菩萨省下辖的一个县。
据1998年人口普查，此县共有57,523人。